# Helina quadratisterna
Helina quadratisterna este o specie de muște din genul Helina, familia Muscidae, descrisă de Xue și Wang în anul 1989. Conform Catalogue of Life specia Helina quadratisterna nu are subspecii cunoscute.